# Europees kampioenschap basketbal mannen 1965
Eurobasket 1965 is het veertiende gehouden Europees Kampioenschap basketbal. Eurobasket 1965 werd georganiseerd door FIBA Europe. Zestien landen die ingeschreven waren bij de FIBA, namen deel aan het toernooi dat gehouden werd in 1963 in de Sovjet-Unie. Het gastland, de Sovjet-Unie, werd de uiteindelijke winnaar.

## Eindklassement
1. Sovjet-Unie
2. Joegoslavië
3. Polen
4. Italië
5. Bulgarije
6. Israël
7. Tsjecho-Slowakije
8. Griekenland
9. Frankrijk
10. Duitse Democratische Republiek
11. Spanje
12. Finland
13. Roemenië
14. Bondsrepubliek Duitsland
15. Hongarije
16. Zweden

## Voorronde
De voorronde bestond uit zestien teams ingedeeld in twee groepen van acht. Elk team speelde een wedstrijd tegen een groepsgenoot. De winnaar van een wedstrijd behaalde twee punten, de verliezer kreeg één punt.

### Groep A
| Plaats | Land                           | Pnt | W | V | PV  | PT  | Verschil |
| ------ | ------------------------------ | --- | - | - | --- | --- | -------- |
| 1      | Sovjet-Unie                    | 14  | 7 | 0 | 608 | 472 | +176     |
| 2      | Italië                         | 12  | 5 | 2 | 499 | 455 | +21      |
| 3      | Tsjecho-Slowakije              | 12  | 5 | 2 | 509 | 444 | +79      |
| 4      | Israël                         | 11  | 4 | 3 | 520 | 512 | −46      |
| 5      | Finland                        | 10  | 3 | 4 | 477 | 459 | −64      |
| 6      | Duitse Democratische Republiek | 9   | 2 | 5 | 463 | 505 | −65      |
| 7      | Roemenië                       | 9   | 2 | 5 | 453 | 588 | +13      |
| 8      | Hongarije                      | 7   | 0 | 7 | 405 | 499 | −114     |

| Hongarije                      | 49 - 60 | Israël                         |
| Finland                        | 61 - 85 | Roemenië                       |
| Duitse Democratische Republiek | 55 - 73 | Tsjecho-Slowakije              |
| Sovjet-Unie                    | 87 - 48 | Italië                         |
| Duitse Democratische Republiek | 59 - 63 | Finland                        |
| Hongarije                      | 52 - 76 | Roemenië                       |
| Sovjet-Unie                    | 88 - 50 | Israël                         |
| Italië                         | 78 - 69 | Tsjecho-Slowakije              |
| Israël                         | 59 - 57 | Roemenië                       |
| Italië                         | 59 - 60 | Finland                        |
| Hongarije                      | 55 - 56 | Duitse Democratische Republiek |
| Sovjet-Unie                    | 79 - 74 | Tsjecho-Slowakije              |
| Israël                         | 56 - 55 | Duitse Democratische Republiek |
| Tsjecho-Slowakije              | 68 - 40 | Finland                        |
| Italië                         | 66 - 64 | Hongarije                      |
| Sovjet-Unie                    | 62 - 60 | Roemenië                       |
| Tsjecho-Slowakije              | 77 - 53 | Hongarije                      |
| Israël                         | 47 - 68 | Italië                         |
| Sovjet-Unie                    | 89 - 52 | Finland                        |
| Roemenië                       | 55 - 59 | Duitse Democratische Republiek |
| Tsjecho-Slowakije              | 71 - 69 | Israël                         |
| Roemenië                       | 75 - 81 | Italië                         |
| Sovjet-Unie                    | 65 - 41 | Duitse Democratische Republiek |
| Finland                        | 67 - 46 | Hongarije                      |
| Finland                        | 51 - 52 | Israël                         |
| Roemenië                       | 69 - 90 | Tsjecho-Slowakije              |
| Duitse Democratische Republiek | 64 - 87 | Italië                         |
| Sovjet-Unie                    | 76 - 45 | Hongarije                      |

### Groep B
| Plaats | Land                     | Pnt | W | V | PV  | PT  | Verschil |
| ------ | ------------------------ | --- | - | - | --- | --- | -------- |
| 1      | Joegoslavië              | 14  | 7 | 0 | 642 | 427 | +215     |
| 2      | Polen                    | 13  | 6 | 1 | 557 | 418 | +139     |
| 3      | Griekenland              | 12  | 5 | 2 | 500 | 495 | +5       |
| 4      | Bulgarije                | 11  | 4 | 3 | 527 | 465 | +62      |
| 5      | Spanje                   | 10  | 3 | 4 | 514 | 572 | −58      |
| 6      | Frankrijk                | 9   | 2 | 5 | 478 | 484 | −6       |
| 7      | Bondsrepubliek Duitsland | 8   | 1 | 6 | 426 | 571 | −145     |
| 8      | Zweden                   | 7   | 0 | 7 | 396 | 608 | −212     |

| Bulgarije                | 74 - 57  | Bondsrepubliek Duitsland |
| Zweden                   | 69 - 71  | Griekenland              |
| Joegoslavië              | 80 - 54  | Frankrijk                |
| Polen                    | 82 - 57  | Spanje                   |
| Spanje                   | 86 - 58  | Bondsrepubliek Duitsland |
| Bulgarije                | 113 - 56 | Zweden                   |
| Joegoslavië              | 76 - 68  | Griekenland              |
| Polen                    | 72 - 53  | Frankrijk                |
| Frankrijk                | 63 - 64  | Griekenland              |
| Polen                    | 92 - 64  | Bondsrepubliek Duitsland |
| Spanje                   | 78 - 74  | Zweden                   |
| Joegoslavië              | 89 - 69  | Bulgarije                |
| Bondsrepubliek Duitsland | 72 - 49  | Zweden                   |
| Frankrijk                | 67 - 70  | Bulgarije                |
| Polen                    | 74 - 62  | Griekenland              |
| Spanje                   | 65 - 113 | Joegoslavië              |
| Polen                    | 93 - 41  | Zweden                   |
| Bondsrepubliek Duitsland | 56 - 115 | Joegoslavië              |
| Griekenland              | 65 - 59  | Bulgarije                |
| Frankrijk                | 77 - 90  | Spanje                   |
| Bondsrepubliek Duitsland | 47 - 74  | Frankrijk                |
| Zweden                   | 46 - 91  | Joegoslavië              |
| Griekenland              | 89 - 82  | Spanje                   |
| Polen                    | 75 - 63  | Bulgarije                |
| Griekenland              | 81 - 72  | Bondsrepubliek Duitsland |
| Zweden                   | 61 - 90  | Frankrijk                |
| Bulgarije                | 79 - 56  | Spanje                   |
| Polen                    | 69 - 78  | Joegoslavië              |

## Finaleronde 1
In de eerste finaleronde speelden de nummer 1 van de ene groep tegen de nummer 2 van de andere, de nummer 3 van de ene groep tegen de nummer 4 van de andere, de nummer 5 van de ene groep tegen de nummer 6 van de andere en de nummer 7 van de ene groep tegen de nummer 8 van de andere.

### Groep A: Plaatsen 13 t/m 16
| Zweden                   | 60 - 86 | Roemenië  |
| Bondsrepubliek Duitsland | 53 - 52 | Hongarije |

### Groep B: Plaatsen 9 t/m 12
| Frankrijk | 55 - 42 | Finland                        |
| Spanje    | 76 - 78 | Duitse Democratische Republiek |

### Groep C: Plaatsen 5 t/m 8
| Bulgarije   | 77 - 70 | Tsjecho-Slowakije |
| Griekenland | 67 - 69 | Israël            |

### Groep D: Plaatsen 1 t/m 4
| Polen       | 61 - 75 | Sovjet-Unie |
| Joegoslavië | 83 - 82 | Italië      |

## Finaleronde 2
In de tweede finaleronde kwamen de verliezers en winnaars per groep (van de eerste finaleronde) tegenover elkaar te staan.

### Wedstrijd om 15e plaats
| Zweden | 66 - 79 | Hongarije |

### Wedstrijd om 13e plaats
| Roemenië | 74 - 63 | Bondsrepubliek Duitsland |

### Wedstrijd om 11e plaats
| Finland | 58 - 65 | Spanje |

### Wedstrijd om 9e plaats
| Frankrijk | 66 - 57 | Duitse Democratische Republiek |

### Wedstrijd om 7e plaats
| Tsjecho-Slowakije | 116 - 71 | Griekenland |

### Wedstrijd om 5e plaats
| Bulgarije | 63 - 51 | Israël |

### Troostfinale
| Polen | 86 - 70 | Italië |

### Finale
| Sovjet-Unie | 58 - 49 | Joegoslavië |

| Eurobasket 1965 winnaar   |
| ------------------------- |
| Sovjet-Unie Achtste titel |